# Parafia Opieki Matki Bożej w Dubiczach Cerkiewnych
Parafia Opieki Matki Bożej – parafia prawosławna w Dubiczach Cerkiewnych, w dekanacie Kleszczele diecezji warszawsko-bielskiej.
Na terenie parafii funkcjonują 2 cerkwie:
- cerkiew Opieki Matki Bożej w Dubiczach Cerkiewnych – parafialna
- cerkiew św. Apostoła Jana Teologa w Jelonce – cmentarna

## Historia

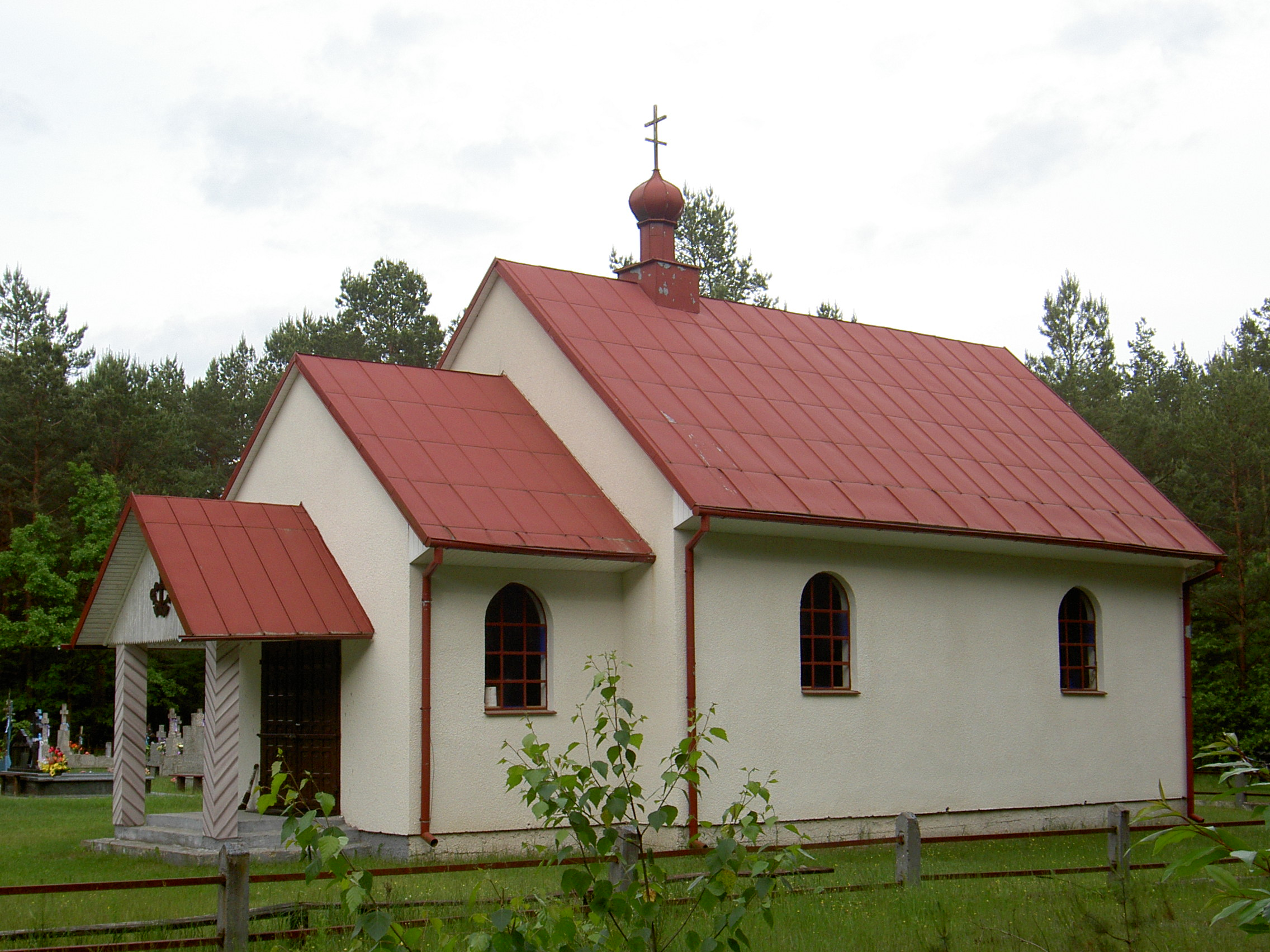
Cerkiew cmentarna św. Jana Teologa w Jelonce

Parafia powstała na początku XVI w. Pierwsza cerkiew pod wezwaniem Świętych Apostołów Piotra i Pawła została wzniesiona „ku wygodzie poddanych” w połowie drogi między Żarywcem (dzisiejszymi Dubiczami) a Czechami. W 1553 parafia otrzymała przywileje od Zygmunta II Augusta. W owym czasie parafia należała do eparchii włodzimiersko-brzeskiej, która wkrótce w 1596 przyjęła (wraz z jej biskupem Hipacym Pociejem) postanowienia unii brzeskiej.
W latach 50. XVI w. wsie wchodzące w skład parafii (szczególnie Dubicze i Grabowiec) zostały wyludnione na skutek epidemii dżumy (1653) i najazdu szwedzkiego (1655–1657). Wkrótce po ponownym zaludnieniu i odbudowie wsi, tereny te stały się miejscem przemieszczania się wojsk rosyjskich i szwedzkich w wojnie północnej, co spowodowało nowe zniszczenia i ofiary wśród ludności. W tym czasie (prawdopodobnie w 1704) spłonęła doszczętnie dubicka cerkiew; ocalała tylko jedna ikona (Matki Bożej Opiekuńczej) – fakt ten upamiętniono zmianą wezwania parafii na „Protekcji Najświętszej Panny” (co potwierdzają dokumenty z wizytacji generalnej z 1727). Cerkiew została odbudowana w latach 1727–1729. W I połowie XVIII w. parafia obejmowała wsie: Dubicze, Czechy, Grabowiec, Jelonkę, Kuraszewo, Orzeszkowo, Rutkę, Tofiłowce, Drugie Tofiłowce i Werstok. W 1769 w Werstoku zbudowano cerkiew.
Po III rozbiorze Polski parafia weszła w skład unickiej diecezji supraskiej, utworzonej w 1797 przez władze pruskie. W Werstoku, który znalazł się w zaborze rosyjskim, erygowano w 1798 oddzielną parafię. Po przyłączeniu Białostocczyzny do Rosji i likwidacji diecezji supraskiej, parafię dubicką włączono w 1809 do diecezji brzeskiej, a w 1828 – do unickiej diecezji litewskiej. Po synodzie połockim (1839) parafia weszła w skład eparchii litewskiej Rosyjskiego Kościoła Prawosławnego.
W połowie lat 40. XIX w. parafia liczyła ponad 1200 wiernych, lecz wkrótce ta liczba znacznie się zmniejszyła wskutek klęsk głodu i dwóch epidemii cholery, trwających na przestrzeni 10 lat (1845–1855). W 1860 dokonano remontu cerkwi, ostatecznie dostosowując ją do potrzeb liturgii prawosławnej. W 1863 proboszcz wraz z rodziną został napadnięty przez oddział powstańczy, jednak nie podzielił losu dwóch innych duchownych prawosławnych z okolicy, których powieszono.
W 1875 parafia weszła w skład dekanatu kleszczelowskiego. W owym roku liczba wiernych wynosiła 1484 osoby, zamieszkujących 7 wsi. W 1879 przeprowadzono kolejny remont cerkwi. Uroczysta konsekracja świątyni miała miejsce 13 października 1884, w dniu święta parafialnego. W latach 1885–1886 parafię nawiedziły epidemie odry i ospy, które spowodowały śmierć 75 dzieci. Mimo to liczba parafian stale wzrastała i w końcu XIX w. przekroczyła 2000 osób. Od lat 80. XIX w. następował szybki rozwój szkolnictwa parafialnego. Na początku XX w. na terenie parafii działały 2 szkoły cerkiewno-parafialne (w Jelonce i Rutce) oraz 4 szkoły gramoty (w Czechach, Grabowcu, Jelonce i Sakach).
W 1901 parafia została włączona do nowo powstałej eparchii grodzieńskiej. 23 lipca 1907 parafię wizytował biskup grodzieński Michał. W 1910 cerkiew przeszła kolejny remont; dobudowano wtedy dzwonnicę i ogrodzono posesję.
W sierpniu 1915, w wyniku działań wojennych większość parafian wraz z proboszczem udała się na bieżeństwo. Powrót wiernych nastąpił w latach 1919–1921. Władze polskie wyraziły zgodę na działalność parafii dubickiej jako etatowej, jednak parafia uległa znacznemu powiększeniu terytorialnemu w związku z dołączeniem do niej parafii w Starym Korninie. W niepodległej Polsce parafia Opieki Matki Bożej weszła w skład dekanatu bielskiego diecezji grodzieńsko-nowogródzkiej Polskiego Autokefalicznego Kościoła Prawosławnego. W latach 20. XX w. dokonano kolejnego gruntownego remontu świątyni. 23 maja 1927 parafię wizytował biskup grodzieński i nowogródzki Aleksy. W 1929 rzymscy katolicy próbowali bezskutecznie przejąć (na drodze sądowej) dubicką cerkiew.
Po wybuchu II wojny światowej i przyłączeniu Białostocczyzny do ZSRR ziemia cerkiewna została rozparcelowana (pozostawiono tylko grunty pod zabudowaniami), a na parafię nałożono wysokie podatki. W 1940 parafia w Starym Korninie odzyskała samodzielność. W marcu 1941 parafię dubicką włączono do nowo utworzonego wikariatu brzeskiego, na czele którego stał biskup Benedykt (Bobkowski). W czasie walk niemiecko-radzieckich (24–26 czerwca 1941) prawie cała wieś (w tym cerkiew i zabudowania parafialne) uległa spaleniu. Nie chcąc dopuścić do likwidacji parafii, wierni wraz z proboszczem zwrócili się do władz niemieckich z prośbą o przekazanie budynku na tymczasową świątynię. Władze przekazały pożydowski dom w Orli, który następnie przewieziono do Dubicz i urządzono w nim prowizoryczną cerkiew, która służyła parafianom aż do 1952.
W 1946 przystąpiono do budowy nowej drewnianej świątyni parafialnej. Dzięki dużej ofiarności wiernych, podstawowe prace wykonano do 1948. W 1952 w cerkwi odprawiano już wszystkie nabożeństwa. 17 września 1954 definitywnie zakończono budowę, a 14 października 1955 metropolita Warszawy i całej Polski Makary dokonał konsekracji świątyni.
W dniach 11–12 lipca 1980 parafię wizytował biskup łódzki i poznański Szymon. Od tego czasu następowały częste wizyty prawosławnych hierarchów w parafii dubickiej, m.in. metropolity Bazylego, biskupa bielskiego Grzegorza, arcybiskupa Mirona i obecnego metropolity Sawy. W 1992 z parafii w Dubiczach Cerkiewnych wydzielono parafię św. Dymitra w Sakach (zlikwidowaną w 1998; ponownie erygowaną w 2001 w związku z utworzeniem tam Domu Zakonnego).
W latach 1992–1995 przeprowadzono gruntowny remont cerkwi parafialnej. W tym czasie (1993) na cmentarzu w Jelonce wzniesiono murowaną cerkiew pod wezwaniem św. Apostoła Jana Teologa, w której umieszczono ikonostas znajdujący się dotychczas w dubickiej cerkwi. W latach 2000–2001 odremontowano budynek plebanii, poświęcony przez metropolitę Sawę 12 lipca 2001.
10 czerwca 2004 parafia była gospodarzem V Konferencji Matuszek Diecezji Warszawsko-Bielskiej.
Do parafii należą miejscowości: Dubicze Cerkiewne, Tofiłowce, Witowo, Grabowiec, Jelonka, Istok, Rutka, Czechy Orlańskie i przysiółek Kraskowszczyzna z ogólną liczbą 800 osób.

## Wykaz proboszczów
- 1727 – ks. Ignacy Michniakiewicz
- 1792 – ks. Piotr Michniakiewicz
- 1799 – ks. Paweł Michniakiewicz
- 1826–1838 – ks. Antoni Kraskowski
- 1843–1860 – ks. Teofil Kraskowski
- 1860 – ks. Onufry Gogolewski
- 1860–1884 – ks. Teofil Kraskowski
- 1884–1906 – ks. Ignacy Kraskowski
- 1907–1913 – ks. Włodzimierz Drużyłowski
- 1913–1915 – ks. Włodzimierz Pugaczewski
- 1915–1919 – przerwa w działalności parafii (bieżeństwo)
- 1919–1921 – ks. Trofim Siemacki
- 1921–1924 – ks. Wiktor Sawicz
- 13.11.1924 – 14.02.1928 – ks. Wiaczesław (Wacław) Łopatiński (Łopatyński)
- 1928–1931 – ks. Nikita Tomczuk
- 1931 – ks. hieromnich Dymitr
- 1931–1932 – ks. Anatol Kulczycki
- 1932–1934 – ks. Efimiusz Maksimczuk
- 1934–1939 – ks. Miron Sienkiewicz
- 1939–1941 – ks. Jan Jakubiuk
- 1941–1942 – ks. Jan Bandałowski
- 1942–1943 – ks. Dymitr Doroszkiewicz
- 1943–1945 – ks. Michał Gudkow
- 1945–1946 – ks. Łukasz Janowicz
- 15.01.1946 – 26.04.1950 – ks. Antoni Wiszenko[1]
- 1950–1976 – ks. Jan Bliźniuk
- 1976–1986 – ks. Bazyli Andrejuk
- 1986–1992 – ks. Grzegorz Ostaszewski
- 19.03.1992 – 15.11.1995 – ks. Witalis Gawryluk
- 1995–2019 – ks. Sławomir Awksietijuk
- od 16.07.2019 – ks. Andrzej Jakimiuk